# USS Tinosa (SS-283)
USS Tinosa (SS-283) là một tàu ngầm lớp Gato từng phục vụ cùng Hải quân Hoa Kỳ trong Chiến tranh Thế giới thứ hai. Nó là chiếc tàu chiến đầu tiên của Hải quân Hoa Kỳ được đặt cái tên này, theo tên một loài trong chi Cá sòng (chi Cá hiếu). Nó đã phục vụ trong suốt Thế chiến II, thực hiện tổng cộng mười hai chuyến tuần tra, đánh chìm 16 tàu Nhật Bản với tổng tải trọng 64.655 tấn, xếp thứ 15 về số tàu trong số tàu ngầm Hoa Kỳ có thành tích nổi bật nhất trong chiến tranh. Được cho ngừng hoạt động sau khi xung đột chấm dứt vào năm 1949, nó được huy động trở lại để tiếp tục phục vụ trong giai đoạn Chiến tranh Lạnh từ năm 1952 đến năm 1953, và đóng vai trò tàu huấn luyện và mục tiêu thực hành trong thành phần dự bị cho đến khi bị đánh chìm như một mục tiêu ngoài khơi Hawaii vào năm 1960. Tinosa được tặng thưởng danh hiệu Đơn vị Tuyên dương Tổng thống cùng chín  Ngôi sao Chiến trận do thành tích phục vụ trong Thế Chiến II.

## Thiết kế và chế tạo
Lớp tàu ngầm Gato được thiết kế cho mục đích một tàu ngầm hạm đội nhằm có tốc độ trên mặt nước cao, tầm hoạt động xa và vũ khí mạnh để tháp tùng hạm đội chiến trận. Con tàu dài 311 ft 9 in (95,02 m) và có trọng lượng choán nước 1.525 tấn Anh (1.549 t) khi nổi và 2.424 tấn Anh (2.463 t) khi lặn. Chúng trang bị động cơ diesel dẫn động máy phát điện để cung cấp điện năng cho bốn động cơ điện, đạt được công suất 5.400 shp (4.000 kW) khi nổi và 2.740 shp (2.040 kW) khi lặn, cho phép đạt tốc độ tối đa 21 hải lý trên giờ (39 km/h) và 9 hải lý trên giờ (17 km/h) tương ứng. Tầm xa hoạt động là 11.000 hải lý (20.000 km) khi đi trên mặt nước ở tốc độ 10 hải lý trên giờ (19 km/h) và có thể hoạt động kéo dài đến 75 ngày và lặn được sâu tối đa 300 ft (90 m).
Lớp tàu ngầm Gato được trang bị mười ống phóng ngư lôi 21 in (530 mm), gồm sáu ống trước mũi và bốn ống phía phía đuôi tàu, chúng mang theo tối đa 24 quả ngư lôi. Vũ khí trên boong tàu gồm một hải pháo 3 inch/50 caliber, và thường được tăng cường một khẩu pháo phòng không Bofors 40 mm nòng đơn và một khẩu đội Oerlikon 20 mm nòng đôi, kèm theo súng máy .50 caliber và .30 caliber. Tiện nghi cho thủy thủ đoàn bao gồm điều hòa không khí, thực phẩm trữ lạnh, máy lọc nước, máy giặt và giường ngủ cho hầu hết mọi người, giúp họ chịu đựng cái nóng nhiệt đới tại Thái Bình Dương cùng những chuyến tuần tra kéo dài đến hai tháng rưỡi.

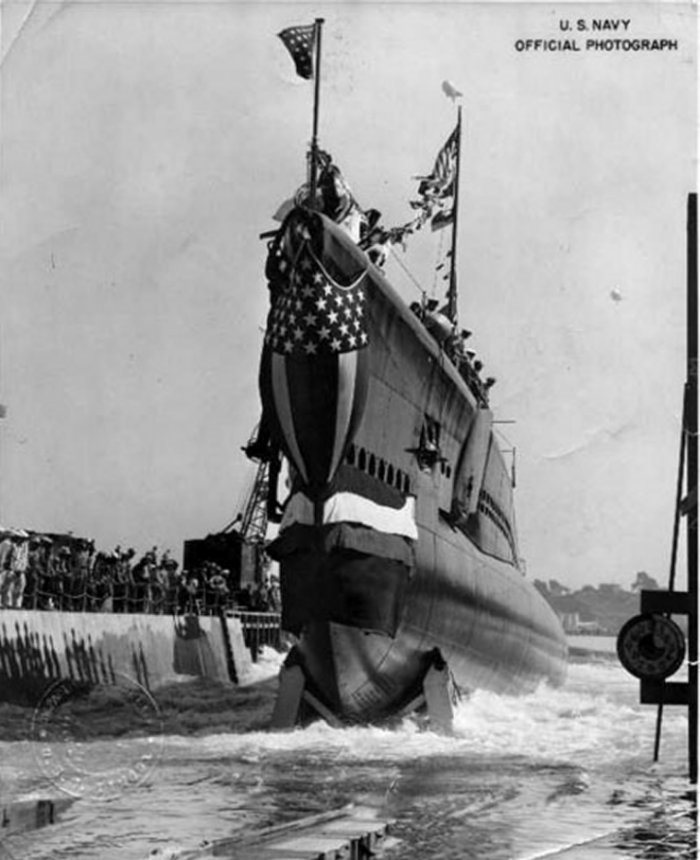
Tinosa (SS-283) đang được hạ thủy tại Xưởng hải quân Mare Island, ngày 7 tháng 10 năm 1942.

Tinosa được đặt lườn tại Xưởng hải quân Mare Island ở Vallejo, California vào ngày 21 tháng 2, 1942. Nó được hạ thủy vào ngày 7 tháng 10, 1942, được đỡ đầu bởi bà Katharine Shanks Malloy, phu nhân Đại tá Hải quân William E. Malloy, và được cho nhập biên chế cùng Hải quân Hoa Kỳ vào ngày 15 tháng 1, 1943 dưới quyền chỉ huy của Hạm trưởng, Thiếu tá Hải quân Lawrence R. Daspit.

## Lịch sử hoạt động

### 1943
Sau khi hoàn tất việc chạy thử máy huấn luyện tại vùng biển ngoài khơi San Diego, California, Tinosa quay trở lại San Francisco, California để sửa chữa sau chạy thử máy. Nó khởi hành để hướng sang khu vực quần đảo Hawaii, và đi đến Trân Châu Cảng vào ngày 16 tháng 4, 1943.

#### Chuyến tuần tra thứ nhất và thứ hai
Khởi hành từ Trân Châu Cảng vào ngày 3 tháng 5 cho chuyến tuần tra đầu tiên tại vùng biển Nhật Bản, vào ngày 19 tháng 6, Tinosa đã phóng ngư lôi gây hư hại cho ba tàu đối phương ở phía Đông đảo Kyūshū, Nhật Bản; nhưng bản thân chiếc tàu ngầm cũng chịu đựng những hư hại do mìn sâu phản công từ tàu hộ tống đối phương.
Sau khi được tái trang bị tại Midway, Tinosa lên đường vào ngày 7 tháng 7 để tuần tra dọc các tuyến hàng hải giữa Borneo và Truk. Vào ngày 24 tháng 7, nó bắt gặp chiếc tàu chở dầu Tonan Maru số 3 tải trọng 19.363 tấn đang di chuyển từ Palau đến Truk, và đã phóng một loạt bốn quả ngư lôi; tất cả số ngư lôi này đều trúng đích mà lại tịt ngòi. Chiếc tàu ngầm tiếp tục truy đuổi theo mục tiêu đầy tiềm năng, và sau khi bất hoạt ngòi nổ cảm ứng từ trường, đã phóng loạt ngư lôi thứ hai và trúng đích hai quả, làm hỏng động cơ chiếc tàu chở dầu khiến nó chết đứng giữa biển. Trong suốt một giờ tiếp theo nó đã phóng thêm chín quả ngư lôi trúng đích, nhưng không quả nào kích nổ, trước khi phải rời đi do bị một tàu khu trục đối phương truy đuổi.
Quả ngư lôi Kiểu 14 cuối cùng còn lại của Tinosa được mang quay trở về Trân Châu Cảng, và được tàu ngầm chị em Muskallunge (SS-262) phóng thử nghiệm vào vách đá tại bờ biển đảo Kahoolawe, một đảo nhỏ về phía Nam đảo Maui thuộc quần đảo Hawaii. Qua đó đã phát hiện ra khiếm khuyết trong cơ cấu kích hoạt ngòi nổ tiếp xúc của kiểu ngư lôi này.

#### Chuyến tuần tra thứ ba
Trong chuyến tuần tra thứ ba từ ngày 23 tháng 9 đến ngày 16 tháng 10 tại khu vực quần đảo Caroline, vào ngày 6 tháng 10, Tinosa phát hiện một mục tiêu đơn độc. Vào khoảng giữa trưa, nó phóng ngư lôi gây hư hại cho mục tiêu, rồi lặn xuống độ sâu 150 ft (46 m) để ẩn nấp. Bốn quả mìn sâu phát nổ ở gần tàu, gây một số hư hại và phát sinh một đám cháy tại phòng động cơ, nhưng nhanh chóng được dập tắt. Trong suốt buổi chiều nó phối hợp cùng tàu ngầm chị em Steelhead (SS-280) bắn phá mục tiêu, cho đến khi Kazahaya (8.000 tấn) chìm xuống biển. Đến lúc hoàng hôn ngày 6 tháng 10, nó bắn phá một trạm vô tuyến trên đảo Alet gần Truk trước khi rút lui về Midway.

#### Chuyến tuần tra thứ tư
Rời Midway vào ngày 27 tháng 10 cho chuyến tuần tra thứ tư dọc theo tuyến hàng hải giữa Palau và Truk, vào ngày 22 tháng 11, Tinosa phát hiện hai tàu buôn được hai tàu hộ tống nhỏ bảo vệ. Loạt sáu quả ngư lôi đã đánh trúng và làm đắm hai chiếc tàu buôn Kiso Maru (4.071 tấn) và Yamato Maru (4.379 tấn). Bốn quả mìn sâu phát nổ ở gần tàu đã gây hư hại đáng kể cho các hệ thống la bàn, bánh lái, liên lạc nội bộ trên chiếc tàu ngầm; nó chìm đến độ sâu 380 ft (120 m) trước khi có thể lấy lại kiểm soát, cơ động lẫn tránh và rời khỏi khu vực. Đến ngày 26 tháng 11, nó lại phóng ngư lôi đán chìm được chiếc tàu chở hàng Shini Maru (3.811 tấn), rồi lặn xuống sâu để né tránh 34 quả mìn sâu được thả xuống phản công mà không bị hư hại.
Chuyển sang tuần tra dọc theo tuyến hàng hải giữa Molucca và Palau, vào ngày 3 tháng 12, Tinosa bắt gặp một tàu chở hành khách được một tàu hộ tống bảo vệ. Đợt tấn công bằng ngư lôi lúc 18 giờ 20 phút đã gây hư hại cho chiếc Azuma Maru (6.646 tấn) và bị bốc cháy, nhưng đối phương cũng kháng cự quyết liệt, nả pháo vào chiếc tàu ngầm lúc 21 giờ 01 phút và suýt húc trúng Tinosa khi bánh lái bị hư hại không thể kiểm soát. Đến 21 giờ 20 phút, Tinosa phóng thêm ba quả ngư lôi để kết liễu Azuma Maru. Nó kết thúc chuyến tuần tra khi quay trở về căn cứ tại Fremantle, Australia vào ngày 16 tháng 12.

### 1944

#### Chuyến tuần tra thứ năm
Trong chuyến tuần tra thứ ba từ ngày 10 tháng 1 đến ngày 4 tháng 3, 1944 tại khu vực biển Đông, Tinosa đã cho đổ bộ một đội tình báo cùng thiết bị lên Bắc Borneo vào ngày 20 tháng 1, rồi tiếp tục hướng sang khu vực biển Flores. Chỉ hai ngày sau đó, nó tấn công một đoàn tàu ngoài khơi bãi đá ngầm Viper, phóng ngư lôi đánh chìm tàu chở hành khách Koshin Maru (5.485 tấn) và tàu chở hàng Seinan Maru (5.401 tấn), đồng thời gây hư hại cho một chiếc thứ ba. Trong một đợt tấn công khác vào đêm 15-16 tháng 2, chiếc tàu ngầm thu hút hỏa lực pháo từ các con tàu khi nó phóng ngư lôi đánh chìm các tàu buôn Odatsuki Maru (1.988 tấn) và Chojo Maru (2.610 tấn). Nó quay trở về Trân Châu Cảng để kết thúc chuyến tuần tra.

#### Chuyến tuần tra thứ sáu
Hoạt động trong thành phần một đội tấn công phối hợp "Bầy sói" vốn bao gồm các tàu ngầm Parche (SS-384) và Bang (SS-385), Tinosa lên đường vào ngày 29 tháng 3 cho chuyến tuần tra thứ sáu tại khu vực biển Hoa Đông, dọc theo các tuyến đường hàng hải giữa chính quốc Nhật Bản và quần đảo Ryūkyū. Nó đã sáu lượt tham gia tấn công, đánh chìm được các tàu buôn Taibu Maru (6.440 tấn) và Toyohi Maru (6.436 tấn) trong một cuộc tấn công vào đêm 4 tháng 5. Nó cũng đánh chìm một tàu đánh cá bằng ải pháo vào ngày 9 tháng 5, cũng như gây hư hại cho ba tàu khác trước khi khi kết thúc chuyến tuần tra tại Majuro thuộc quần đảo Marshall vào ngày 15 tháng 5.

#### Chuyến tuần tra thứ bảy
Sau khi được tái trang bị, Tinosa rời khu vực quần đảo Marshall vào ngày 7 tháng 6 cho chuyến tuần tra thứ bảy tại khu vực biển Hoa Đông. Vào ngày 18 tháng 6, sau các nỗ lực phá hủy một thuyền buồm đánh cá ba cột buồm tải trọng 400 tấn bằng hải pháo không đem lại kết quả, nó đã tưới dầu FO để đốt cháy mục tiêu. Đến sáng ngày 2 tháng 7, nó bị máy bay và tàu tuần tra phát hiện ngoài khơi Nagasaki, và bị buộc phải lặn sâu để ẩn nấp suốt ngày hôm đó. Sang ngày hôm sau, nó tấn công và đánh chìm hai tàu chở hành khách Konsan Maru (2.733 tấn) và Kamo Maru (7.954 tấn). Kết thúc chuyến tuần tra, chiếc tàu ngầm quay trở về Xưởng hải quân Hunters Point tại San Francisco, California vào ngày 7 tháng 8 để được đại tu.

#### Chuyến tuần tra thứ tám
Hoàn tất công việc trong xưởng tàu, Tinosa rời San Diego vào ngày 7 tháng 11, và đi ngang Trân Châu Cảng qua để hướng đến khu vực quần đảo Ryūkyū cho chuyến tuần tra thứ tám. Nó trinh sát tàu bè trong khu vực đồng thời thử nghiệm thiết bị sonar FM mới được trang bị vào việc phát hiện thủy lôi. Nó kết thúc chuyến tuần tra khi quay trở về Trân Châu Cảng. 

### 1945

#### Chuyến tuần tra thứ chín
Trong chuyến tuần tra thứ chín từ ngày 17 tháng 3 đến ngày 7 tháng 4, 1945, Tinosa xuất phát từ Tanapag Harbor, Saipan để tiếp tục thử nghiệm sonar FM tại khu vực quần đảo Ryūkyū, cũng như hoạt động trinh sát hình ảnh trước khi quay trở về Apra Harbor, Guam.

#### Chuyến tuần tra thứ mười
Lên đường vào ngày 28 tháng 4 cho chuyến tuần tra thứ mười, Tinosa hướng đến Truk để thử nghiệm kiểu sonar FM cải tiến mới được trang bị tại Guam với tầm xa phát hiện lớn hơn. Vào ngày 3 tháng 5, nó suýt trúng bom do máy bay đối phương ném ngoài khơi đảo Moen. Sau đó chiếc tàu ngầm đã bắn phá căn cứ đối phương trên đảo Ulul trong đêm 14 tháng 5, và thực hiện nhiều cuộc trinh sát hình ảnh khác trước khi quay trở về Guam vào ngày 16 tháng 5.

#### Chuyến tuần tra thứ mười một
Trong chuyến tuần tra thứ mười một từ ngày 29 tháng 5 đến ngày 4 tháng 7 tại vùng biển Nhật Bản, trên đường đi Tinosa đã cứu vớt mười thành viên đội bay một máy bay ném bom B-29 Superfortress. Tiếp tục hoạt động trong thành phần một đội tấn công phối hợp "Bầy sói" để xâm nhập vào vùng biển Nhật Bản đầy dẫy thủy lôi, nó thành công trong việc đánh dấu các bãi mìn trong eo biển Đối Mã. Sau đó nó lần lượt phóng ngư lôi đánh chìm các tàu buôn Wakatama Maru (2.211 tấn) vào ngày 9 tháng 6, Keito Maru (880 tấn) vào ngày 12 tháng 6, Kaisei Maru (884 tấn) và Taito Maru (2.726 tấn) cùng trong ngày 20 tháng 6. Nó cũng gây hư hại cho chiếc thứ năm trước khi quay trở về Trân Châu Cảng.

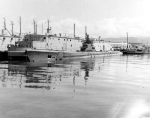
USS Tinosa (SS-283) nhìn bên mạn trái, neo đậu cùng Hạm đội Dự bị Thái Bình Dương tại Mare Island sau khi xuất biên chế, ngày 2 tháng 12 năm 1953.

#### Chuyến tuần tra thứ mười hai
Sau khi được tái trang bị, Tinosa lên đường vào ngày 11 tháng 8 cho chuyến tuần tra thứ mười hai, nhưng nó được gọi quay trở lại căn cứ sau khi Nhật Bản chấp nhận đầu hàng vào ngày 15 tháng 8, giúp chấm dứt vĩnh viễn cuộc xung đột. Nó rời Midway vào ngày 26 tháng 8 cho một đợt đại tu tại San Francisco, rồi tiếp tục hoạt động tại vùng bờ Tây Hoa Kỳ từ tháng 1 đến tháng 6, 1946, khi được đưa về thành phần dự bị trực thuộc Hạm đội Dự bị Thái Bình Dương, và chính thức được cho xuất biên chế vào tháng 1, 1947. 

### 1952 - 1953
Sau khi cuộc Chiến tranh Triều Tiên bùng nổ vào tháng 6, 1950, Tinosa được cho nhập biên chế trở lại vào tháng 1, 1952, nhưng chỉ gần hai năm sau đó lại được cho xuất biên chế vào ngày 2 tháng 12, 1953. Tên nó được cho rút khỏi danh sách Đăng bạ Hải quân vào ngày 1 tháng 9, 1958, Lườn tàu được loại bỏ vào ngày 2 tháng 3, 1959 để sử dụng cho mục đích thử nghiệm và huấn luyện.  và con tàu bị đánh chìm như một mục tiêu ngoài khơi vùng biển Hawaii vào ngày tháng 11, 1960.

## Phần thưởng
Tinosa được tặng thưởng danh hiệu Đơn vị Tuyên dương Tổng thống cùng chín Ngôi sao Chiến trận do thành tích phục vụ trong Thế Chiến II. Nó được ghi công đã đánh chìm 16 tàu Nhật Bản với tổng tải trọng 64.655 tấn, xếp thứ 15 về số tàu trong số tàu ngầm Hoa Kỳ có thành tích nổi bật nhất trong chiến tranh.
|                                                                     |  |  |
| Silver star · Bronze star · Bronze star · Bronze star · Bronze star |  |  |

| Dãi băng Hoạt động Tác chiến                                            | Đơn vị Tuyên Dương Tổng thống        | Huân chương Chiến dịch Hoa Kỳ         |
| Huân chương Chiến dịch Châu Á-Thái Bình Dương với 9 Ngôi sao Chiến trận | Huân chương Chiến thắng Thế Chiến II | Huân chương Phục vụ Phòng vệ Quốc gia |